# 小岗村
小岗村位于中国安徽省凤阳县小溪河镇，是中国改革开放发源地之一。1978年11月24日晚，十八位农民冒着极大的风险立下生死状，签署了土地承包责任书，实行包产到户。1979年，小岗村实现了大丰收，粮食总产达6.6万千克，相当于1966年到1970年粮食产量的总和；油料总产达1.75万千克，是过去二十多年的总和。
小岗村同时也是中国国家AAAA级旅游景区。
2024年11月15日，小岗村被联合国旅游组织执行委员会列入2024年“最佳旅游乡村”名单。